# Smaragden Tafel

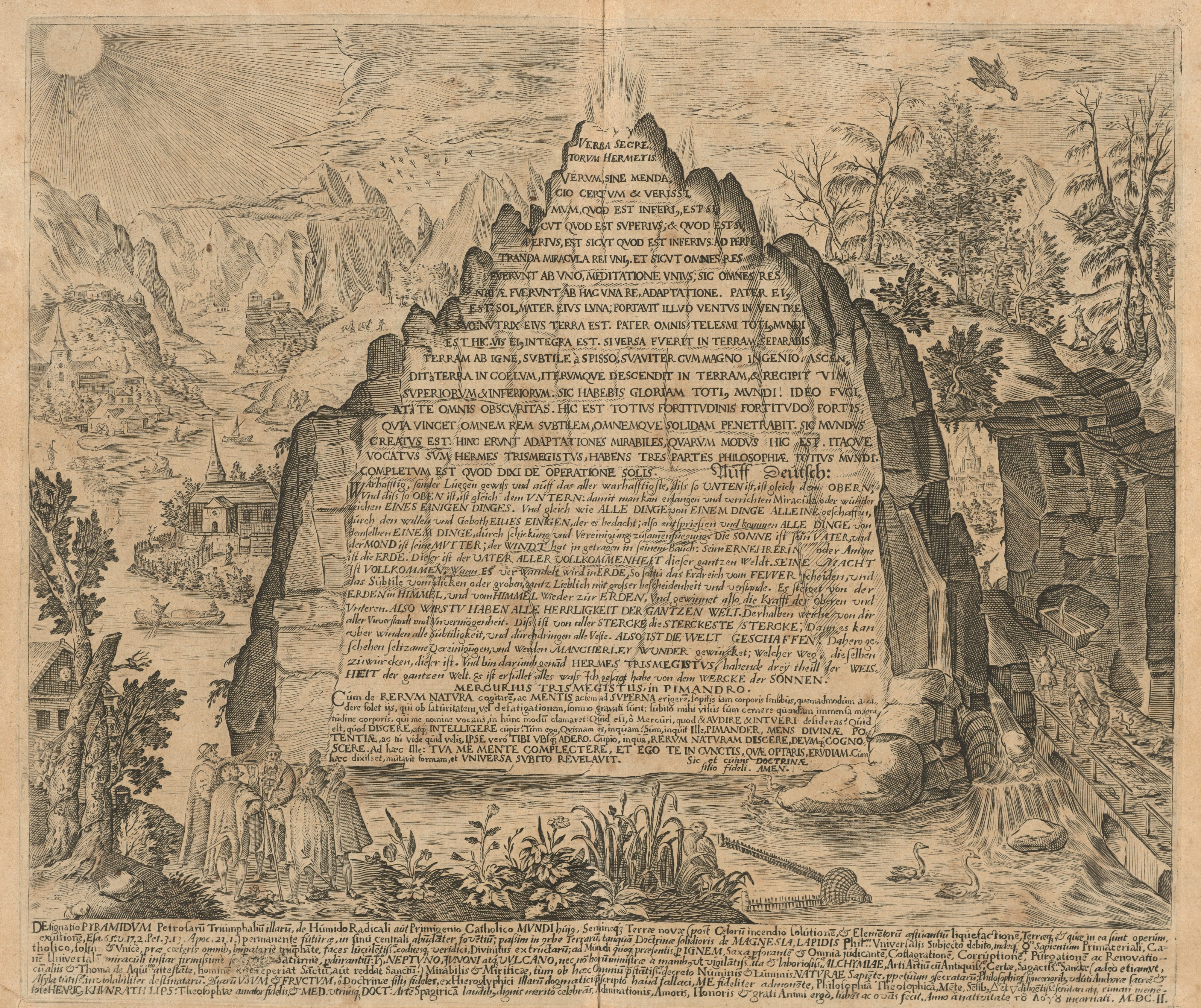
Een 17e-eeuwse afbeelding van de Smaragden Tafel door Heinrich Khunrath, 1606

De Smaragden Tafel is een korte, cryptische tekst die een bron van inspiratie vormde voor de alchemisten. Volgens een populaire legende werd hij geschreven door de mythische Hermes Trismegistus, maar er zijn nog andere verhalen over de oorsprong in omloop. Of de Smaragden Tafel een product is uit de oudheid, of is geschreven in de vroege middeleeuwen, is nog steeds niet uitgemaakt. De bekendste uitspraak die op deze tekst teruggaat, is "Zo boven, zo beneden", die een echo vindt in de opvattingen van zowel de alchemie, de magie als de westerse astrologie. Deze drie 'oude wetenschappen' gaan immers uit van de eenheid en verbondenheid der dingen boven (de macrokosmos ) en beneden (de microkosmos - onze aarde en het leven op aarde). De iconografie van bijvoorbeeld de Rider-Waite tarotkaart De Magiër lijkt ook geïnspireerd te zijn op de Smaragden Tafel.

## Geschiedenis
Een Arabische versie van de tekst is al te vinden in de werken van Jabir ibn Hayyan en dateert uit de 8e eeuw. Vertaald vanuit het Arabisch naar het Latijn werd hij in het middeleeuwse Europa vele keren herdrukt. Zo werd het een van de invloedrijkste teksten uit de hermetische traditie. In de alchemie wordt de Smaragden Tafel beschouwd als een 'sleuteltekst' om alle volgende alchemistische geschriften te kunnen begrijpen.

## Interpretatie
Zoals met veel mystieke teksten het geval is, zijn ook hier meerdere interpretaties mogelijk. De meest voor de hand liggende interpretatie is dat het gaat om een beschrijving van de samenhang tussen 'boven' (de macrokosmos) en 'beneden' (de microkosmos). Compacter uitgedrukt: "Zo boven, zo beneden". De tekst gaat blijkbaar over een enkel bewustzijn waar al het andere uit voortspruit en alles doordringt, te vergelijken met de anima mundi of wereldziel.
De scheppingsmythe doet denken aan die van Oud-Egypte. Ra, gesymboliseerd door de Zon, vertelt de namen van de schepping aan Thoth, gesymboliseerd door de Maan en door die woorden uit te spreken brengt deze ze tot bestaan. De wind is dan de godin Noet, de 'voedster' is de aarde, de god Geb.
Tezelfdertijd kan het ook opgevat worden als de alchemistische allegorie van de chemische bruiloft van de Zon en de Maan, waarbij Sol goud en het mannelijke principe en Luna zilver en het vrouwelijke principe representeert. Het hele beschreven alchemistische proces is dan een spirituele transformatie, 'het ene' is de Steen der Wijzen, de 'aarde' is de prima materia. Het opstijgen van de aarde naar de hemel is het resultaat van het distillatieproces, waarbij stoom (geest) vrijkomt, die vervolgens weer naar aarde terugkeert in een gesublimeerde vorm.

## Latijnse tekst: detabula smaragdina

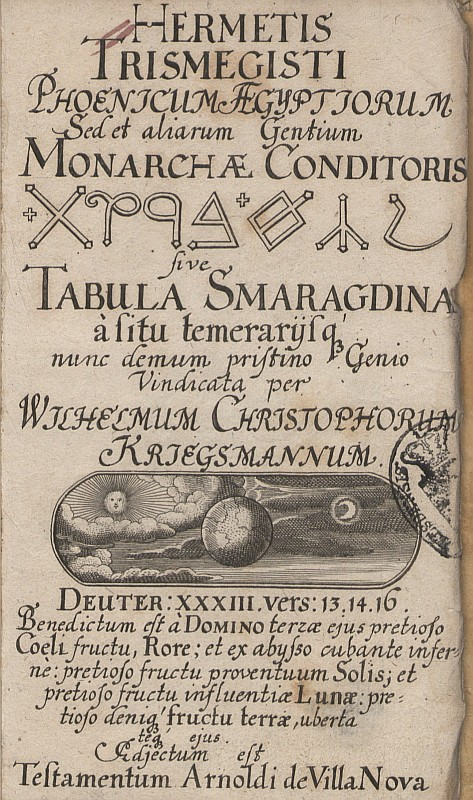
17e-eeuwse editie

Originele Latijnse tekst van Chrysogonus Polydorus (1498-1552), Nuremberg 1541:
tabula smaragdina hermetis trismegisti uerum sine mendacio certum et uerissimum quod est inferius est sicut quod est superius et quod est superius est sicut quod est inferius ad perpetranda miracula rei unius et sicut res omnes fuerunt ab uno meditatione unius sic omnes res natae ab hac una re adaptatione pater eius est sol mater eius est luna portauit illud uentus in uentre suo nutrix eius terra est pater omnis telesmi totius mundi est hic uirtus eius integra est si uersa fuerit in terram separabis terram ab igne subtile ab spisso suauiter magno cum ingenio ascendit a terra in coelum iterumque descendit in terram et recipit uim superiorum et inferiorum sic habebis gloriam totius mundi ideo fugiet a te omnis obscuritas haec est totius fortitudinis fortitudo fortis quia uincet omnem rem subtilem omnemque solidam penetrabit sic mundus creatus est hinc erunt adaptationes mirabiles quarum modus est hic itaque uocatus sum hermes trismegistus habens tres partes philosophiae totius mundi completum est quod dixi de operatione solis
Andere lezingen (Latijn: variae lectiones)
meditatione: varia lectio mediatione

adaptatione: v.l. adaptationis

telesmi: v.l. thelesmi

### Tekstuitgave en vertaling
Tabula smaragdina Hermetis Trismegisti.

De smaragden tafel (1) van Hermes Trismegistus.
Verum, sine mendacio, certum et verissimum:

(Het volgende is) waar, zonder leugen, zeker en zeer waar:
Quod est inferius est sicut quod est superius

“Wat lager is, is zoals wat hoger is
et quod est superius est sicut quod est inferius

en wat hoger is, is zoals wat lager is”;
ad perpetranda miracula rei unius.

(Denk hieraan) bij het verrichten van de wonderen van de ene zaak (2).
Et sicut res omnes fuerunt ab uno, meditatione unius,

En zoals alle dingen zijn ontstaan uit het ene, door bezinning (3) op het ene,
sic omnes res natae ab hac una re adaptatione.

zo (zijn) alle dingen geboren uit deze ene stof door middel van aanpassing (4).
Pater eius est Sol, mater eius est Luna.

De vader ervan is Zon (5), de moeder ervan is Maan (5).
Portavit illud ventus in ventre suo.

De wind (6) heeft het gedragen in zijn buik.
Nutrix eius terra est, pater omnis telesmi totius mundi est hic.

De voedster van de aarde zij is (7), vader aller perfectie de wereld hij is/zij is hier (8).
Virtus eius integra est.

De kracht ervan is volkomen.
Si versa fuerit in terram, separabis terram ab igne, subtile ab spisso suaviter.

Als deze kracht op aarde gegoten is, moet je voorzichtig (9) aarde van vuur scheiden, het fijne van het grove.
Magno cum ingenio ascendit a terra in coelum

(Als je te werk gaat) met groot verstand, stijgt (deze kracht) van de aarde op naar de hemel,
iterumque descendit in terram et recipit vim superiorum et inferiorum.

daalt weer af naar de aarde en ontvangt energie van het hogere en het lagere.
Sic habebis gloriam totius mundi.

Zo zul je de glorie van de hele wereld verwerven.
Ideo fugiet a te omnis obscuritas.

Daardoor (10) zal alle duisternis van je wegvluchten.
Haec est totius fortitudinis fortitudo fortis,

Dit is de kracht in zijn meest geconcentreerde vorm (11),
quia vincet omnem rem subtilem omnemque solidam penetrabit.

omdat (deze kracht) elke ijle en vaste stof (12) zal doordringen.
Sic mundus creatus est.

Zo is de wereld geschapen.
Hinc erunt adaptationes mirabiles, quarum modus est hic.

Op de wijze die hier beschreven is (13), zullen hieruit wonderlijke aanpassingen voortkomen.
Itaque vocatus sum Hermes Trismegistus, habens tres partes philosophiae totius mundi.

Daarom word ik Hermes Trismegistus genoemd, omdat ik de drie delen van de filosofie van de gehele wereld bezit.
Completum est quod dixi de operatione solis.

Dit is wat ik te zeggen had over de werking van Zon (14).

### Aantekeningen
(1) “tafel”: zoals in “de stenen tafelen van Mozes”.

(2) “de ene zaak”: misschien wordt bedoeld “het Grote Werk”, magnum opus.

(3) “door bezinning op”: soms staat in de Latijnse tekst mediatione, “door bemiddeling van”.

(4) “door middel van aanpassing”: de Latijnse tekst heeft soms adaptionis, “van aanpassing”, hetgeen vertaald 
kan worden met: “uit deze ene zaak van aanpassing (of: uit dit ene transformatieproces)”.

(5) “Zon”, “Maan”: verpersoonlijking van de zon (Sol, de zonnegod) en de maan (Luna, de maangodin); vandaar mogelijk een aanduiding van de elementen goud en zilver.

(6) “De wind”: misschien een verpersoonlijking (Ventus of Aeolus, de god van de wind); zie ook 
aantekening 5.

(7) “de aarde”: misschien een verpersoonlijking (Tellus, de aardgodin); zie ook aantekening 5.

(8) Omnis t(h)elesmi: misschien "van elke talisman".

(9) “moet je voorzichtig”: letterlijk “zul je op vriendelijke wijze”.

(10) “Daardoor”: letterlijk “daarom”.

(11) “Dit is …”: letterlijk “Dit is de krachtige kracht van de gehele kracht”.

(12) “stof”: letterlijk “ding”, “zaak”.

(13) “Op de wijze …”: letterlijk “waarvan dit de wijze is”.

(14) “Dit is wat …”: letterlijk “Wat ik gezegd heb over de werking van Zon is vervuld”; zie verder aantekening 5.

## Literaire referenties
In de inleiding tot zijn boek De alchemist (1988) schrijft Paulo Coelho dat hij elf jaar alchemie heeft gestudeerd en als docent werkgroepen over het thema de tafel van smaragd geleid. Ook in het boek komt een persoon voor die tien jaar lang de alchemie heeft bestudeerd: "In een van de boeken ontdekte hij dat de belangrijkste tekst van de alchemie slechts een paar regels telde en geschreven was op een simpele smaragd" (p. 75). Volgens de alchemist van het verhaal berust de "kennis van het grote werk" op een oeroude traditie die "geschreven kon worden op één simpele smaragd". Hierop zijn allerlei interpretaties, commentaren en wijsgerige studies verschenen, "maar de tafel van smaragd is nog steeds levend". Op de vraag van de hoofdpersoon wat er dan op die tafel stond, tekent de alchemist symbolen in het zand, die op een geheime code lijken: "je moet het niet alleen maar begrijpen met je verstand. De tafel van smaragd spreekt rechtstreeks tot de ziel van de wereld. De wijzen hebben begrepen dat onze natuurlijke wereld slechts een beeld en kopie is van het paradijs. (...) Via haar kun je de wereld en al het andere op aarde begrijpen". (pp. 109–110).